# فنا
فنا (عربی: فناء) در تصوف عبارت است از «درگذشت» یا «نابودی» (از خود).  فنا به معنای «مردن قبل از مرگ است»، مفهومی که توسط مقدسین مشهور مسلمان مانند مولوی و بعداً توسط سلطان باهو برجسته شده‌است.  فنا نشان‌دهنده شکسته شدن نفس فردی و شناختن وحدت اساسی خدا، خلقت و خود فرد است.  اشخاصی که وارد این وضع روشنفکر شده اند از وحدت ذاتی (توحید) بین خدا و هر آنچه که وجود دارد، از جمله ذهن فرد، آگاهی می‌گیرند. این مفهوم با بقا، معیشت همراه است، که این وضعیت آگاهی خالص و ربوبیت در خداوند است.